# Don't Get Around Much Anymore

Don't Get Around Much Anymore est un classique du jazz dont la musique a été composée par Duke Ellington et les paroles écrites par Bob Russell (en). 
D'abord intitulé Never No Lament, le morceau fut enregistré en version instrumentale par Duke Ellington en 1940. Les paroles de Russell ainsi que son nouveau titre datent de 1942. 
Deux enregistrements, l'un des Ink Spots, l'autre d'Ellington, furent numéro un du R&B chart aux États-Unis en 1943.
Le titre a été réédité sur le label Columbia en 1954 puis repris par de nombreux artistes de jazz, dont Oscar Peterson, Milt Jackson, Harry Connick Jr, Coleman Hawkins, Joe Pass, Woody Herman,  McCoy Tyner, Dave Brubeck et Archie Shepp. 
Des artistes extérieurs au jazz s'en sont également emparé, dont le bluesman B.B. King puis, dans les années 1980, l'ex-Beatle Paul McCartney, qui en donne une interprétation rock and roll.
La version enregistrée par Duke Ellington en 1940 a reçu le Grammy Hall of Fame Award en 2010.

## Reprises
La chanson a été interprétée par de très nombreux artistes : 
- Mose Allison – Young Man Mose (Prestige, 1958)
- Mose Allison – Creek Bank (Prestige, 1975)
- Louis Armstrong et son All-Stars avec Duke Ellington – The Great Reunion (1961)
- Louis Armstrong – I've Got the World on a String (1960)
- Tony Bennett et Miguel Bosé – Viva Duets (2010)
- Tony Bennett et Michael Bublé – Duets II (2011)
- Michael Bublé – BaBalu (1996)
- Joan Cartwright avec Lonnie Smith – In Pursuit of a Melody (1991)
- Chicago – Night & Day Big Band (1995)
- June Christy – Ballads for Night People et  Spotlight on June Christy (1995)
- The Coasters – One by One (1960)[3]
- Nat King Cole – Just One of Those Things (1957)
- Natalie Cole –  Unforgettable... with Love (1991)
- Harry Connick Jr. – When Harry Met Sally... (1989)
- Sam Cooke – My Kind of Blues (1961)
- Hank Crawford – Dig These Blues (Atlantic, 1965)
- Bing Crosby –  A Tribute to Duke (1977)
- Bobby Darin (1961)
- Sammy Davis, Jr – Sammy Swings (1957)
- Bill Doggett – Salute to Duke Ellington (King, 1958)
- Dr. John et Ronnie Cuber – Duke Elegant (1999)
- Ella Fitzgerald – Ella Fitzgerald Sings the Duke Ellington Songbook (Verve, 1957)
- Judy Garland (1943)
- Eydie Gormé – Eydie Swings the Blues (1957)
- Glen Gray et Casa Loma Orchestra (chanté par Kenny Sargent et les LeBrun Sisters) (Decca (1943)
- Johnny Griffin (1941)
- Earl Hines – Earl Hines Plays Duke Ellington (interprété entre 1971 et 1975)
- Earl Holliman – Capitol (1958)[4]
- Tab Hunter sur la face B de "Ninety-Nine Ways", 1957.
- The Ink Spots (1943)
- Mark Isham & Kate Ceberano – Bittersweet (2009)
- Etta James – The Second Time Around (Argo, 1961)
- Harry James with Buddy Rich – Live! (Sunbeam, 1979)
- B.B. King with the Maxwell Davis Orchestra – Compositions of Duke Ellington and Others (1960)
- B.B. King with Duke Ellington Orchestra – King of the Blues (1992)
- Grace Knight – Come In Spinner|Come in Spinner, ABC TV (Australie) (1990)
- Michel Legrand - (Columbia, 1958)
- Paul McCartney –  Снова в СССР (1987)
- Jimmy McGriff – Blue To The 'Bone (1988)
- Carmen McRae (interprété à Nice en 1980)
- Anne Murray – I'll Be Seeing You (2004)
- Anna Nalick - The Blackest Crow (2019)
- Willie Nelson – Stardust (1978)
- Patti Page – Music for Two in Love (1956)
- The Radars – (Zodiac, 1967)
- Cliff Richard – Bold as Brass (2010)
- Rod Stewart – As Time Goes By: the Great American Songbook 2 (2003)
- Mel Tormé – The Duke Ellington and Count Basie Songbooks (Verve, 1961)
- Ed Townsend – Glad to Be Here (1959)
- Dinah Washington – (interprété entre 1952 et 1954)
- Brooks Williams – Blues and Ballads (2006)[5],[6]